# Het genezingsproces
Het genezingsproces is een hoorspel van Gabriele Wohmann. Kurerfolg werd op 21 oktober 1970 door de Westdeutscher Rundfunk uitgezonden. Ellen Versluys vertaalde het en de KRO zond het uit in het programma Dinsdagavondtheater op dinsdag 19 december 1972. De regisseur was Léon Povel. Het hoorspel duurde 69 minuten.

## Rolbezetting
- Ingeborg Uyt den Boogaard (de zieke)
- Bob Verstraete (de gezonde)
- Frans Somers (de dokter)
- Hetty Berger
- Petra Dumas
- Betty Kapsenberg
- Elly den Haring
- Maria Lindes
- Tine Medema
- Jan Borkus
- Paul Deen
- Hans Karsenbarg
- Frans Vasen
- Hans Veerman

## Inhoud
In het middelpunt van deze diepzinnige tekstcollage staat een badhotel. Het levert het sociologisch "klimaat", waarin de verschillende stemmen en teksten zich groeperen. Het badleven wordt tot zinnebeeld voor het grote proces van de programmering en normatieve oriëntering, die de mens dag aan dag ondergaat. Aan het woord komen personeel en patiënten van het badhotel, wetenschappelijke disciplines en persoonlijkheden uit de culuurgeschiedenis. Gebruikelijke definities van begrippen als vrijheid en noodzakelijkheid, of zinnen uit het huis- en badreglement tekenen het krachtveld van individualiteit en collectief, van seksualiteit en voorschrift, waartussen Wohmann zich ironisch, sceptisch, weifelend beweegt…